# Ivan Rakitić
Ivan Rakitić (* 10. března 1988 Rheinfelden) je bývalý chorvatský profesionální fotbalista narozený ve Švýcarsku, který hrál na pozici středního záložníka. Mezi lety 2007 a 2019 odehrál Rakitić také 106 utkání v dresu chorvatské reprezentace, v nichž vstřelil 15 branek. Je stříbrným medailistou z Mistrovství světa 2018.

## Počátky
Ivan Rakitić se narodil 10. března 1988 v Rheinfeldenu, nacházejícím se ve švýcarském kantonu Aargau, chorvatským rodičům. Vyrůstal v blízké obci Möhlin. Jeho otec Luka je společně se svou rodinou původně z vesničky Sikirevci, nacházející se právě v Chorvatsku. Matka má pak kořeny v bosenském městě Žepče, je tedy bosenská Chorvatka. Má jednoho staršího bratra, Dejana, jehož jméno nalezneme na hráčově pravé paži. Společně s otcem byli oba aktivními fotbalisty a s takovým zázemí tedy není překvapením, že se Rakitić zajímal o stejnou životní cestu, a to už od raného věku, kdy si teprve plnil základní školní docházku. Jakmile ji dokončil, soustředil se na svou sportovní kariéru, až si jej v 16 letech všimli přední evropští skauti, kteří obdivovali jeho mladý potenciál. Sám hráč se však se svou rodinou rozhodl zůstat v Basileji, kde dal přednost častějším startům v nižší lize. Své dětství strávil a první fotbalové krůčky tedy udělal ve Švýcarsku.

## Klubová kariéra

### FC Basilej
Po krátkém čase v juniorských výběrech si Rakitić připsal svůj soutěžní debut za áčko 29. září roku 2005 v utkání tehdejšího Poháru UEFA (dnešní Evropské ligy UEFA) proti NK Široki Brijeg. V lize si odbyl premiéru až 15. dubna dalšího roku v duelu s Neuchâtelem Xamax. Ačkoliv se jednalo o jediné dva zápasy, které si ve své první sezóně v kádru prvního týmu Basileje odbyl, v té nadcházející už byl stabilním členem se 33 starty ve Swiss Super League a 11 brankami v nich vstřelenými. K tomu si pak připsal 9 zápasů v rámci Poháru UEFA a nakonec z toho byla cena pro nejlepšího mladého hráče švýcarské nejvyšší soutěže v ročníku 2006/07. Za svou úchvatnou trefu v utkání proti FC St. Gallen si k tomu vysloužil trofej za švýcarský gól roku a rovněž byl u triumfu ve švýcarském poháru.

### FC Schalke 04

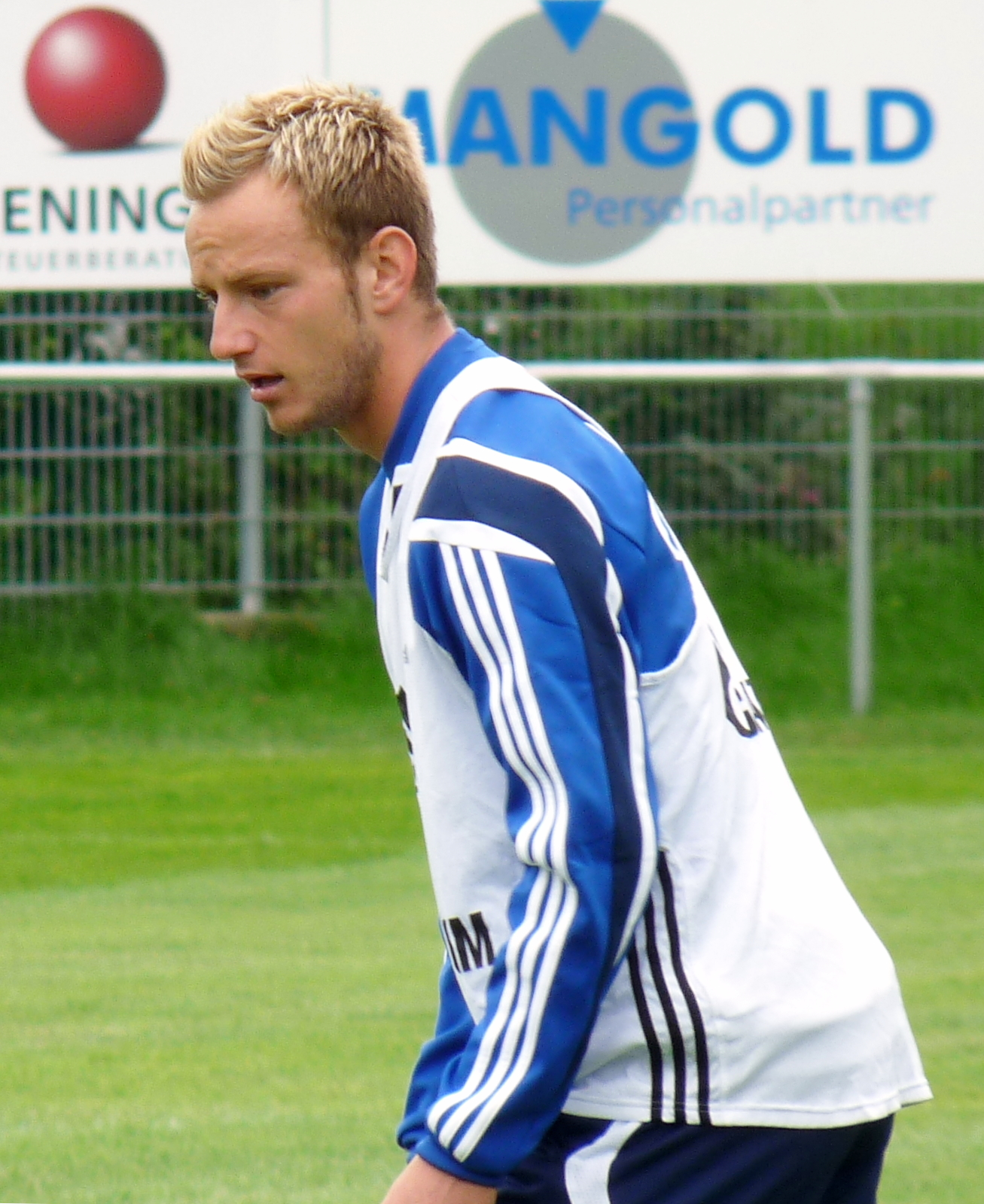
Ivan Rakitić v roce 2010 v Schalke

Po úchvatném představení kolem něj znovu začaly kroužit evropské velkokluby, mezi nimiž nakonec zvítězilo německé FC Schalke 04. To poslalo do Švýcarska 5 milionů eur a 22. června 2007 se Rakitić stal jeho hráčem. Debutový start zaznamenal 21. července téhož roku v zápase posledního ročníku ligového poháru proti Karlsruhe. V rámci dnes již neexistujícího DFB-Ligapokalu si pak Ivan zahrál zbylé dva zápasy a Die Königsblau se stali finalisty. Dne 5. srpna si pak v klání s Eintrachtem Trier v prvním kole DFB-Pokalu (německého národního poháru) připsal první branku a podílel se tak na venkovní výhře 9:0. O pět dní později jej tehdejší kouč celku z Gelsenkirchenu, Mirko Slomka, poslal jako náhradníka do úvodního klání s úřadujícím mistrem ze Stuttgartu, které skončilo remízou 2:2. Po pouhých sedmi minutách na hřišti právě nadějný Chorvat vstřelil onu rozhodující branku, která pro něj byla první v Bundeslize.
Dojem na sobě zanechal hned 15. září, když dal jediný gól Schalke v zápase s Bayernem Mnichov, který skončil 1:1. O tři dny později si Rakitić zahrál vůbec poprvé Ligu mistrů, a to v utkání proti Valencii. Netopýři (Valencia) sice vyhráli 1:0, nicméně talentovaný záložník si zahrál v celkem 7 duelech tehdejšího ročníku nejprestižnějšího klubového turnaje v Evropě a hlavně v domácím měření sil s londýnskou Chelsea FC ve skupinové fázi byl hodně vidět. Počet startů mohl navíc být ještě větší, kdyby nebyl se svým tehdejším spoluhráčem Mladenem Krstajićem spatřen v nočním klubu v ten samý den, ve který nešli na trénink. Proti norskému Rosenborgu Trondheim si tak nezahrál. Následně však pomohl k historickému postupu do čtvrtfinále přes FC Porto, které Němci porazili až po penaltách. To si však Rakitić nezahrál kvůli zranění kotníku, které jej vyřadilo na měsíc. Schalke pak bylo vyřazeno Barcelonou.
Po svém návratu se objevil ve výborném formě a na výhře 3:0 nad VfL Bochum se podílel gólem a dvěma asistencemi. Díky zisku tří bodů Schalke skončilo třetí a v dalším roce si opět zahrálo UEFA Champions League. Skvělým výkonem se blýskl i v dalším kole, kde na modrobílé čekal Eintracht Frankfurt a v němž nahrával již jmenovanému Krstajići na jediný gól. Celkem pak ve 29 zápasech dal Rakitić 3 góly a 10 asistencí. Nadcházející ročník začal pro Chorvata také dobře, když nahrával na 2 ze 3 zásahů v zápase s Hannoverem.

### Sevilla FC
V zimním přestupovém období sezóny 2010/11, přesněji 28. ledna, podepsal smlouvu se Sevillou, které se na 4,5 roku upsal za 2,5 milionu eur. Okamžitě po svém příchodu zamířil Rakitić do úvodní jedenáctky a premiéru si zahrál už 6. února v klání s Málagou. V dalším utkání, proti Racingu de Santander, si dal vlastní gól, avšak v následujícím kole vyrovnal tuto nelichotivou bilanci prvním zásahem v dresu Los Nervionenses a to do sítě Hérculesu. Kvůli zlomené noze pak zmeškal poslední 4 zápasy sezóny a na začátku odstavce zmíněný ročník zakončil se 13 zápasy, ve kterých byl pokaždé členem základní sestavy.

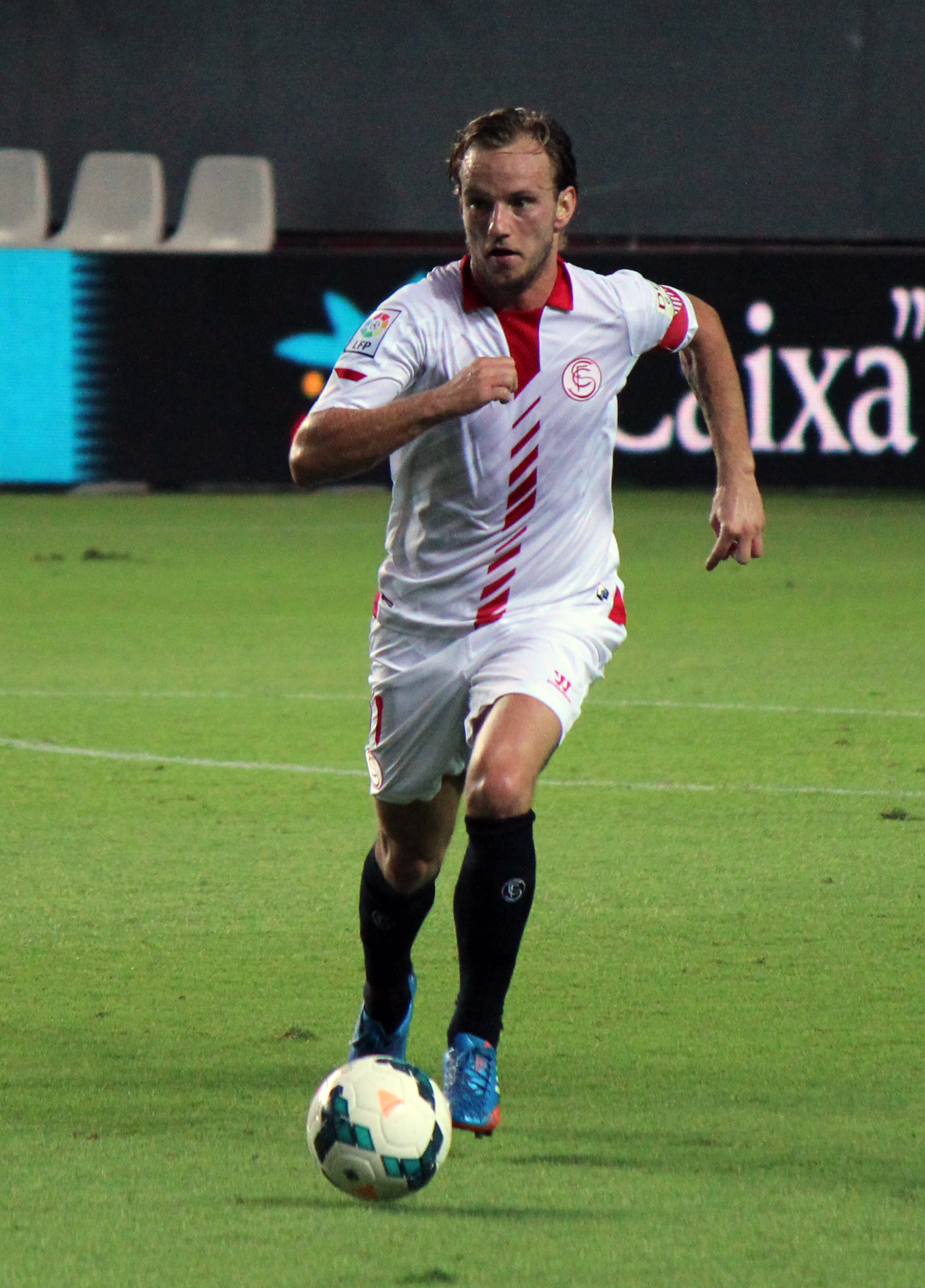
Ivan Rakitić v roce 2013 v dresu Sevilly

I v nadcházející sezóně byl důležitým členem A-týmu a díky změnám na trenérském postu došlo ke změně i na pozici na hřišti. Marcelino, jehož posléze nahradil Míchel, začal Rakitiće stavět jako defenzivního záložníka, na rozdíl od Gregoria Manzana, který blonďatého plejera stavěl do více ofenzivní role. Ročník s označením 2011/12 zakončil s 39 starty, 6 asistencemi a jedinou brankou, kterou dal v duelu španělského poháru. V La Lize se tehdy vůbec jedinkrát střelecky neprosadil.
Následující rok začal gólovou asistencí v zápase s Getafe CF. Další si připsal 12. září při výhře 1:0 nad Realem Madrid, kterou zařídil Piotr Trochowski. První gól sezóny vsítil v 5. kole Deportivu de La Coruña. V sevillském derby dal Raktić na jaře roku 2013 hned dvě branky a to v úvodních 20 minutách. Celkem se tak do brány Realu Betis trefil už potřetí, poprvé
tomu bylo na podzim v té samé sezóně, kdy Rojiblancos zvítězili 5:1. Další dva zásahy zaznamenal v duelu s Realem Sociedad, jeden z nich však byl vlastní, čímž anuloval vedení 1:0, které svým spoluhráčům sám zařídil. Na konci sezóny z toho pak bylo 42 startů a 12 gólů, 3 z nich v Copa del Rey. K tomu pak Chorvat rozdal 10 asistencí a vytvořil na stovku šancí, čímž se stal čtvrtým nejlepším hráčem v celé Evropě.
Na počátku jeho poslední sezóny v Seville jej kouč Unai Emery jmenoval kapitánem a už od začátku byl klíčovým prvkem jeho kádru. 14. září se hokejovým skóre 1+1 snažil o zvrácení prohry 2:3 nad Barçou. V posledních dvou zápasech devátého měsíce roku vstřelil Rakitić dva góly Rayu Vallecanu, které nakonec prohrálo 1:4, a dal jedinou asistenci při remízovém klání se San Sebastianem, jež skončilo 1:1. Závěr října pak znovu ovládl a to celkem 4 brankami ve 3 zápasech - jednou se prosadil do sítě Freiburgu (2:0) a Almeríe (2:1) a dvakrát snížil drtivou porážku 3:7 od Realu Madrid. V listopadu zaznamenal 3 asistence - 1 ve venkovním klání s Espanyolem (1:3) a 2 v domácím derby s Realem Betis (4:0). V posledním utkání prosince a zároveň první poloviny sezóny si pak připsal další gólovou nahrávku při výhře 2:1 nad Villarrealem a pomohl svému celku po nepříliš vydařeném vstupu do soutěže "přezimovat" v nejlepší desítce. O jeho služby pak začal být znovu zájem mezi špičkovými evropskými celky.
V prvním utkání roku 2014 vstřelil jednu branku při výhře 3:0 nad Getafe a v průběhu ledna stihl takové dát ještě dvě - jednu do sítě Atlética a druhou do sítě Levante. Právě proti valencijskému klubu pak nedal penaltu, ovšem i přesto nakonec bral ocenění pro hráče měsíce. Na svou dobrou formu navázal i mezi únorem a květnem. Dvě přihrávky vedoucí ke gólu například rozdal v úvodním
pohárovém klání druhého vyřazovacího kola playoff proti NK Maribor, které skončilo 2:2. V zápase s „Bílým baletem“ pak elegantním způsobem přešel přes Pepeho a nahrál na vítěznou branku na 2:1. V prvním zápase semifinále Evropské ligy nahrával na jeden ze dvou gólů Andalusanů a díky výsledku 3:3 postoupil přes Valencii do finále, v němž se stal nejlepším hráčem na hřišti jako vůbec první kapitán vítězného týmu. Zároveň se pak Rakitić dostal i do týmu sezóny a to jak v této evropské soutěži, tak v té domácí, kde se objevil i v nejlepší jedenáctce 1. kola. Svůj poslední ročník u výběru ze stadionu Ramóna Sáncheze Pizjuána zakončil s 15 góly a 17 asistencemi.

### FC Barcelona
Dne 16. června roku 2014 byla oznámena dohoda s Barcelonou, kam Rakitić přestoupil na pět let za blíže nespecifikovanou částku, podle spekulací pohybující se kolem 15 milionů eur. Stal se první zásadní posilou nového trenéra Luise Enriqueho, v mužstvu měl oblékat dres s číslem 4. Soutěžní debut si odbyl dne 24. srpna v zápase proti Elche (1. kolo La Ligy), ve kterém operoval na levé straně tříčlenné záložní řady. Asistencí na gól Munira pomohl doma vyhrát 3:0. V zápase proti Levante 21. září vstřelil Rakitić první gól v novém působišti a pomohl vyhrát 5:0, čímž měla Barcelona i po čtvrtém kole plný počet bodů a neobdržela ani gól. S Barcelonou vyhrál v sezóně 2014/15 treble, čili titul v Lize mistrů, Primera División a španělském poháru.
Příchod záložníka Frenkieho de Jonga před sezónou 2019/20 odsunul Rakitiće ze základní sestavy skládané trenérem Quiquem Setiénem. Rakitić odehrál ligové utkání s Mallorcou 13. června 2020, které bylo jeho 300. utkáním ve dresu Barcelony napříč různými soutěžemi.

### Návrat do Sevilly
Rakitić po sezóně 2019/20 zamířil do Sevilly, kde již v minulosti působil.
Dne 24. září 2020 odehrál svůj první zápas za Sevillu po návratu, proti Bayernu Mnichov v Superpoháru UEFA v Budapešti. Poté, co ho fauloval David Alaba, vybojoval penaltu, kterou úspěšně proměnil Lucas Ocampos; nicméně Bayern skóre otočil a vyhrál zápas 2:1 po prodloužení. O tři dny později vstřelil svůj první gól od návratu, když Sevilla porazila Cádiz 3:1. Dne 10. února 2021 vstřelil gól v semifinále Copa del Rey, čímž zajistil vítězství 2:0 nad svým bývalým klubem Barcelonou.
Dne 23. srpna 2021, v zápase s Getafe, který skončil vítězstvím 1:0, odehrál Rakitić své jubilejní 200. utkání za Sevillu. Dne 31. května 2023 vyhrál svůj druhý pohár pro vítěze Evropské ligy se Sevillou.

### Aš-Šabab
Dne 30. ledna 2024 Sevilla oznámila, že Rakitić přestoupí do klubu Aš-Šabab FC v Saudi Professional League.

### Hajduk Split a konec kariéry
Dne 20. července 2024 Rakitić oznámil svůj odchod z Aš-Šababu a zadarmo přestoupil do Hajduku Split ve své domovské zemi Chorvatsku. Klub zveřejnil oficiální prohlášení ohledně Rakitićova přestupu 21. července.
Dne 1. července 2025 oznámil hlavní trenér Hajduku Gonzalo García, že Rakitić oficiálně ukončil svou hráčskou kariéru a od nynějška přejde na pozici asistenta sportovního ředitele klubu.

## Reprezentační kariéra

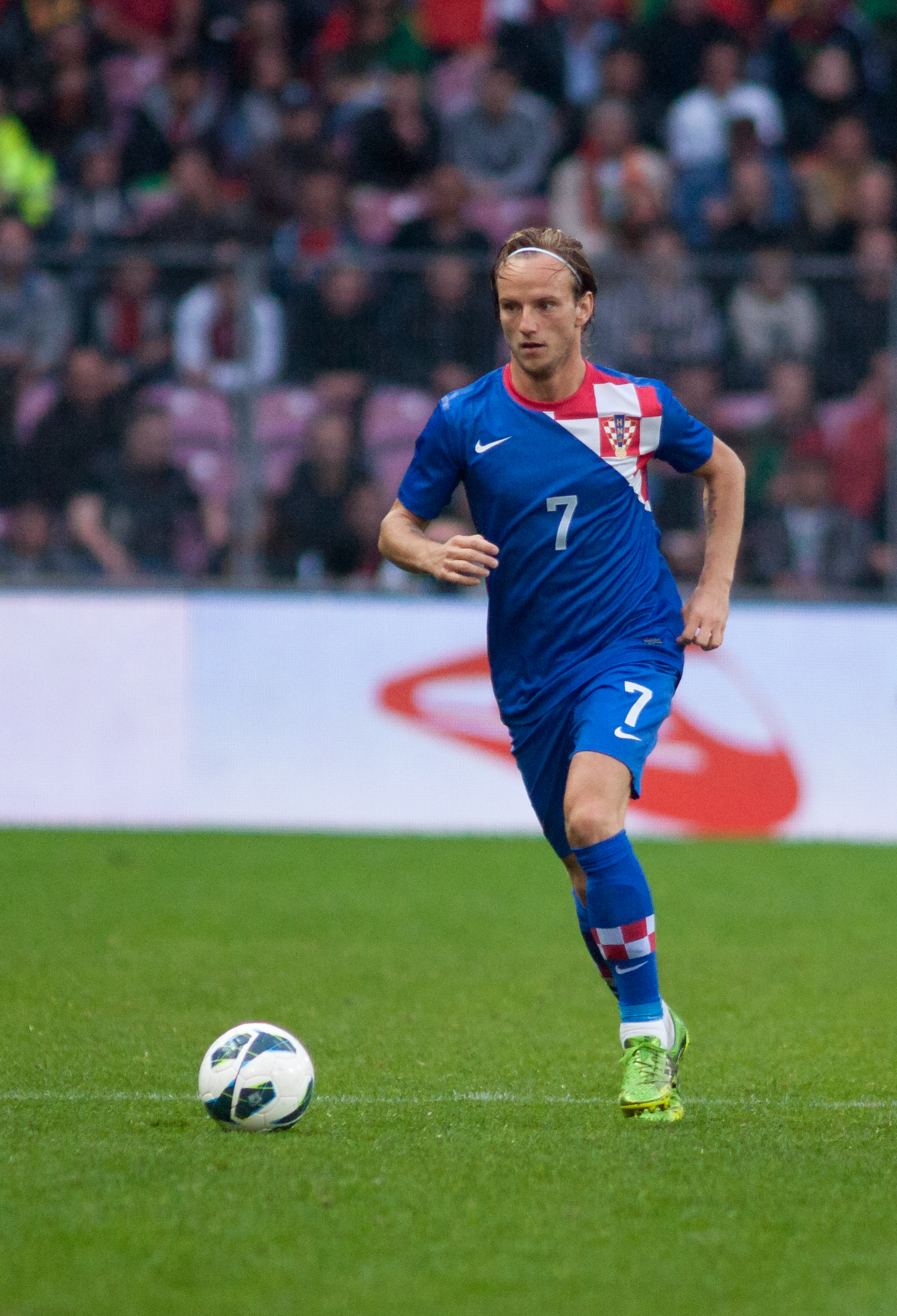
Ivan Rakitić v dresu chorvatského národního týmu v roce 2013

Až do výběru U21 reprezentoval Rakitić Švýcarsko, nicméně pak se rozhodl pro Chorvatsko, kam jej poprvé povolal trenér Slaven Bilić. Ten mu umožnil navléci dres seniorského mančaftu poprvé 8. září roku 2007 v Záhřebu při zápasu kvalifikace na Euro 2008 proti Estonsku. Při svém nástupu na trávník z pozice náhradníka se dočkal vřelého přijetí od fanoušků. V následujícím mezinárodním klání dal svůj první gól a to Andoře při výhře 6:0. Rok 2007 završil s pěti starty za mužský tým, čtyři z nich byly soutěžními.

### EURO 2008
Na počátku května 2008 se pak dostal do sestavy pro Mistrovství Evropy ve fotbale 2008, kde byl druhým nejmladším hráčem. Svůj první zápas na turnaji si zahrál proti Německu a právě jeho střela skončila na tyči a posléze před Ivicou Olićem, který ji doklepl do brány a postaral se tak o důležité vítězství 2:1. Kolegy v záložní řadě mu dělali Luka Modrić a Niko Kranjčar. Ačkoliv byl Rakitić ve čtvrtfinále s Turky hodně aktivní, nedal jednu ze tří penalt Chorvatů a měl tak podíl na vyřazení.

### Neúspěch v kvalifikaci na MS 2010
Na Mistrovství světa v roce 2010 Vatreni nepostoupili, jelikož ve skupině skončili třetí. V kvalifikaci sehrál Ivan 10 zápasů, ve kterých se třikrát zapsal mezi gólové střelce. 15. října roku 2008 dal hned dvě branky Andoře, která nakonec odešla se čtyřgólovým přídělem. 5. září dalšího roku pak rozhodl o výhře 1:0 nad Běloruskem.

### EURO 2012
Po účasti v kvalifikačním procesu na EURO 2012 se dostal i do nominace na závěrečný turnaj, kam Chorvaté dostali do skupiny C Španělsko, Itálii a Irsko. Po úvodních dvou kolech měli Balkánci 4 body a šli na obhájce z Pyrenejského poloostrova. V Gdaňsku platil 88 minut bezbrankový stav, než o těsném vítězství La Rojy Jesús Navas. Po zhruba hodině hry však měl Rakitić skvělou šanci, když jej skvělým passem nalezl Modrić. Pokus hlavou uvnitř vápna nakonec lapil Iker Casillas. I přes toto nevyužití jasné gólové příležitosti byl nejaktivnějším hráčem Chorvatska s 53 dotyky, 6 centry do vápna a 2 střelami.

### MS 2014
Po vynechání světového šampionátu 2010 v Jižní Africe nechyběla chorvatská reprezentace, tentokrát pod vedením Nika Kovače, na Mistrovství světa 2014 v Brazílii. Tam se kvalifikovala po evropské baráži, kde vyřadila Island. Ještě v základních skupinách dal Rakitić jednu branku a to z přímého kopu 12. října roku 2012 v aréně Philipa II. v Makedonii. Na samotném turnaji pak odehrál všechny tři zápasy proti domácí Brazílii (porážka 1:3), Kamerunu (výhra 4:0) a Mexiku (prohra 1:3). Chorvaté byli vyřazeni již v základní skupině A.

### EURO 2016
Rakitić vstřelil svůj první a jediný gól v kvalifikaci na Euro 2016 proti Bulharsku. Byl vybrán, aby se stal součástí chorvatského týmu na Euru ve Francii. Chorvatsko bylo zařazeno do skupiny D spolu se Španělskem, Českou republikou a Tureckem. Rakitić odehrál úvodní zápas Chorvatska, ve kterém vyhráli 1:0 nad Tureckem. Dne 17. června 2016 vstřelil Rakitić gól na 2:0 v zápase proti České republice, ale později se zápas otočil, když byla hra krátce přerušena poté, co chorvatští fanoušci hodili na hřiště petardy. Krátce po obnovení hry rozhodčí nařídil pro Českou republiku penaltu a zápas skončil remízou 2:2.
Po vítězství 2:1 nad obhájci titulu Španělskem se Chorvatsko umístilo na prvním místě ve skupině D a v dalším kole se setkalo s Portugalskem. Chorvatsko však prohrálo 0:1, když Ricardo Quaresma vstřelil vítězný gól v 117. minutě prodloužení, čímž vyřadil Chorvatsko z turnaje. Rakitić později uvedl, že "Chorvatsko si nezasloužilo vypadnout a to nejlepší mužstvo odešlo domů". Rakitić se zúčastnil všech zápasů Chorvatska a turnaj zakončil s jedním vstřeleným gólem.

### MS 2018
Dne 4. června 2018 byl Rakitić zařazen do 23členného kádru Chorvatska pro Mistrovství světa ve fotbale 2018 v Rusku. Dne 21. června 2018 Rakitić vstřelil třetí gól Chorvatska při vítězství 3:0 nad Argentinou ve druhém utkání skupinové fáze turnaje.
Dne 1. července vstřelil Rakitić vítězný pokutový kop v penaltovém rozstřelu proti Dánsku, čímž se Chorvatsko dostalo do čtvrtfinále. O týden později, 7. července, Rakitić opět vstřelil vítězný pokutový kop v penaltovém rozstřelu proti Rusku, což vedlo k postupu Chorvatska do semifinále. Chorvatsko se dostalo až do finále turnaje, kde 15. července podlehlo Francii 4:2.

### Liga národů 2018/19
V prvním ročníku Ligy národů UEFA byla Chorvatsko nalosováno do skupiny se Španělskem a Anglií.
Rakitić se zúčastnil tří ze čtyř zápasů a při historické prohře 0:6 se Španělskem v Elche oslavil svůj 100. reprezentační zápas. Chyběl v rozhodujícím zápase proti Anglii ve Wembley, ve kterém vítěz postoupil do finále, kvůli zranění hamstringu, když Chorvatsko prohrálo 1:2 a skončilo na posledním místě ve skupině.

### Konec reprezentační kariéry
Během kvalifikace na Euro 2020 se Rakitić zúčastnil pouze čtyř z osmi zápasů kvůli zraněním a komplikované situaci v klubu.
Dne 21. září 2020 Chorvatská fotbalová federace nečekaně oznámila, že Rakitić ukončil svou reprezentační kariéru. V době svého odchodu měl na kontě 106 startů a 15 gólů, čímž se stal čtvrtým nejvíce nasazovaným hráčem (po Dariju Srnovi, Lukovi Modrićovi a Stipe Pletikosovi) a devátým nejlepším střelcem v historii národního týmu.

## Osobní život
V dubnu roku 2013 se Rakitić oženil po dvouletém vztahu s Raquel Mauriovou. Rakitić se s ní poprvé setkal první noc, kdy dorazil do Sevilly v létě 2011, v hotelovém baru, a svůj plynulý projev ve španělštině přičítal svým opakovaným pokusům pozvat ji na rande. V červenci 2013 se jim narodila dcera Althea. V květnu 2016 se narodila jejich druhá dcera, Adara.
Rakitić je polyglot. Mluví chorvatsky, německy, španělsky, anglicky, francouzsky a italsky.
Na konci června 2016 si Rakitić pronajal vilu na ostrově Ugljan, kam přijel na dovolenou se svou rodinou. 1. července byla údajně vila napadena skupinou šesti mužů, kteří na ní házeli kameny, čímž rozbili několik oken a donutili Rakitiće a jeho rodinu uprchnout z ostrova na lodi. Nicméně, novináři z časopisu Slobodna Dalmacija událost prozkoumali a zjistili, že pouze jedno okno rozbil neznámý pachatel a že Rakitić klidně opustil ostrov o několik hodin později, když místním fanouškům rozdával autogramy.
Jelikož se Rakitić narodil a vyrůstal ve Švýcarsku, má také, kromě chorvatského občanství díky předkům, občanství švýcarské. Zejména reprezentoval Švýcarsko v národních týmech do 17, do 19 a do 21 let. V roce 2007, kdy mu bylo 19, byli někteří lidé ve Švýcarsku rozhořčeni jeho rozhodnutím reprezentovat Chorvatsko v seniorském mezinárodním fotbale. Rakitić v rozhovoru pro švýcarský deník Le Temps, před Mistrovstvím světa ve fotbale 2018, řekl, že byl hrdý na to, že hrál za Švýcarsko na mládežnické úrovni, protože vyrůstal ve Švýcarsku a věděl, odkud pochází. Rakitić také v tomto rozhovoru poznamenal, že je pro reprezentaci Chorvatska v seniorském mezinárodním fotbale, ale není proti Švýcarsku, a nejprve informoval tehdejšího švýcarského trenéra Köbiho Kuhna o svém rozhodnutí vybrat si Chorvatsko, než kontaktoval tehdejšího chorvatského trenéra Slavena Biliće.

## Úspěchy

### Klubové

#### FC Basilej
- Švýcarský fotbalový pohár: 2006/07

#### Sevilla FC
- Evropská liga UEFA: 2013/14, 2022/23

#### FC Barcelona
- La Liga: 2014/15, 2015/16, 2017/18, 2018/19
- Copa del Rey: 2014/15, 2015/16, 2016/17, 2017/18
- Supercopa de España: 2016, 2018
- Liga mistrů UEFA: 2014/15
- Superpohár UEFA: 2015
- Mistrovství světa klubů: 2015

### Reprezentační

#### Chorvatsko
- Poražený finalista Mistrovství světa ve fotbale: 2018

### Individuální
- Mladý hráč roku Švýcarské Super League: 2006/07
- Gól sezóny Švýcarské Super League: 2006/07
- Cena Fair play La Ligy: 2013/14
- Hráč měsíce La Ligy: leden 2014
- Muž zápasu finále Evropské ligy UEFA: 2014
- Tým sezóny La Ligy: 2013/14, 2014/15
- Tým sezóny UEFA: 2018/19
- Tým sezóny Evropské ligy UEFA: 2013/14, 2022/23
- Tým sezóny Ligy mistrů UEFA: 2014/15
- Chorvatský fotbalista roku: 2015
- Chorvatský sportovec roku: 2015
- Gól měsíce La Ligy: listopad 2023